# Walerian Kisieliński
Walerian Kisieliński (ur. 1 marca 1907 w Brzezince, zm. 19 lutego 1988 w Warszawie) – polski piłkarz występujący na pozycji napastnika, reprezentant Polski w latach 1931–1937, olimpijczyk, trener piłkarski.

## Kariera klubowa
W trakcie kariery zawodniczej występował w klubach Soła Oświęcim (1919-1924), Policyjny KS Katowice (1925-1926), Fablok Chrzanów (1926-1930), Wisła Kraków (1930-1932), Cracovia (1932-1935, I liga) i Polonia Warszawa (1936-1939, 1945, I liga). Był królem strzelców polskiej ligi w sezonie 1931 (24 bramki) i dwukrotnym mistrzem Polski jako zawodnik Wisły Kraków (1927, 1928).
Debiut: 27 kwietnia 1930 z ŁKS Łódź 2-0 (1-0, w.); ostatni mecz: 13 listopada 1932 z Warszawianką 1-2 (1-1).

## Kariera reprezentacyjna
5 lipca 1931 zadebiutował w reprezentacji Polski w towarzyskim meczu z Łotwą w Rydze (5:0), w którym zdobył 2 gole. Wystąpił na Igrzyskach Olimpijskich 1936, na których zagrał w spotkaniu przeciwko Norwegii (2:3), po którym Polska odpadła z rywalizacji. Ogółem w latach 1931–1937 zanotował w reprezentacji 7 występów, zdobył 2 bramki.

### Bramki w reprezentacji
| LP | Data         | Miejsce            | Przeciwnik | Bramka | Rezultat | Ranga meczu     |
| -- | ------------ | ------------------ | ---------- | ------ | -------- | --------------- |
| 1. | 5 lipca 1931 | LSB stadions, Ryga | Łotwa      | 3:0    | 5:0      | Mecz towarzyski |
| 2. | 5 lipca 1931 | LSB stadions, Ryga | Łotwa      | 4:0    | 5:0      | Mecz towarzyski |

## Życie prywatne

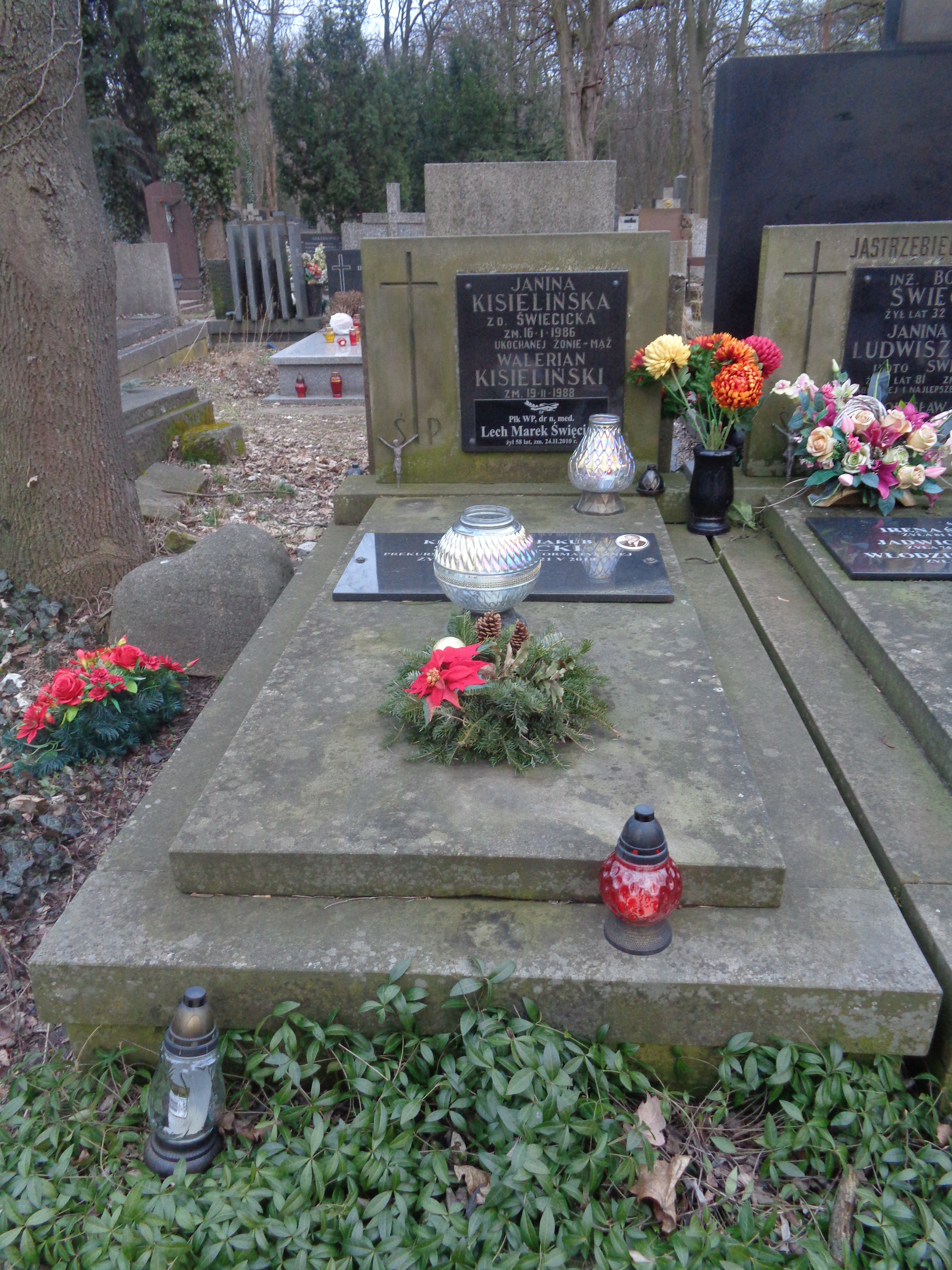
Nagrobek Waleriana Kisielińskiego na Cmentarzu Powązkowskim

Brat Stefana Kisielińskiego. Jest pochowany na cmentarzu Powązkowskim (kwatera 284 wprost-4-16).

## Sukcesy

### Zespołowe
Wisła Kraków
- mistrzostwo Polski: 1927, 1928

### Indywidualne
- król strzelców Ligi Polskiej: 1931 (24 gole)